# Lycoriella neimongolana
Lycoriella neimongolana är en tvåvingeart som beskrevs av Zhang 1990. Lycoriella neimongolana ingår i släktet Lycoriella och familjen sorgmyggor.
Artens utbredningsområde är Nei Mongol (Kina). Inga underarter finns listade i Catalogue of Life.